# Ryūkyū Air Commuter
Ryūkyū Air Commuter K.K. (japanisch 琉球エアーコミューター株式会社 Ryūkyū Eā Komyūtā Kabushiki-gaisha, kurz RAC) ist eine japanische Regionalfluggesellschaft mit Sitz in Naha und Basis auf dem Flughafen Naha. Sie ist eine Tochtergesellschaft der Japan Transocean Air.

## Geschichte
Ryūkyū Air Commuter, kurz auch RAC, wurde 1985 gegründet und begann mit dem Flugbetrieb am 17. Februar 1985. Sie befindet sich zu 60 % im Besitz der Japan Transocean Air, zu 34,9 % im Streubesitz und zu 5,1 % der Präfektur Okinawa.
Im Juli 2014 bestellte Ryūkyū Air Commuter als erste Fluggesellschaft weltweit eine Combiversion der De Havilland DHC-8-400, die gleichzeitig sowohl vier Tonnen Fracht als auch 50 Passagiere transportieren kann.

## Flugziele
Ryūkyū Air Commuter bedient fast ausschließlich regionale Ziele innerhalb der Präfektur Okinawa.

## Flotte
Mit Stand Juli 2022 besteht die Flotte der Ryūkyū Air Commuter aus fünf Flugzeugen mit einem Durchschnittsalter von 5,8 Jahren:
| Flugzeugtyp            | Anzahl | bestellt | Anmerkungen                           | Sitzplätze |
| ---------------------- | ------ | -------- | ------------------------------------- | ---------- |
| De Havilland DHC-8-400 | 5      |          | RAC war Erstkunde dieser Combiversion | 50 / Cargo |
| Gesamt                 | 5      | -        |                                       |            |

In der Vergangenheit wurden auch Flugzeuge der Typen De Havilland DHC-8-100/-300 betrieben.